# 찰스 데이비드 킬링

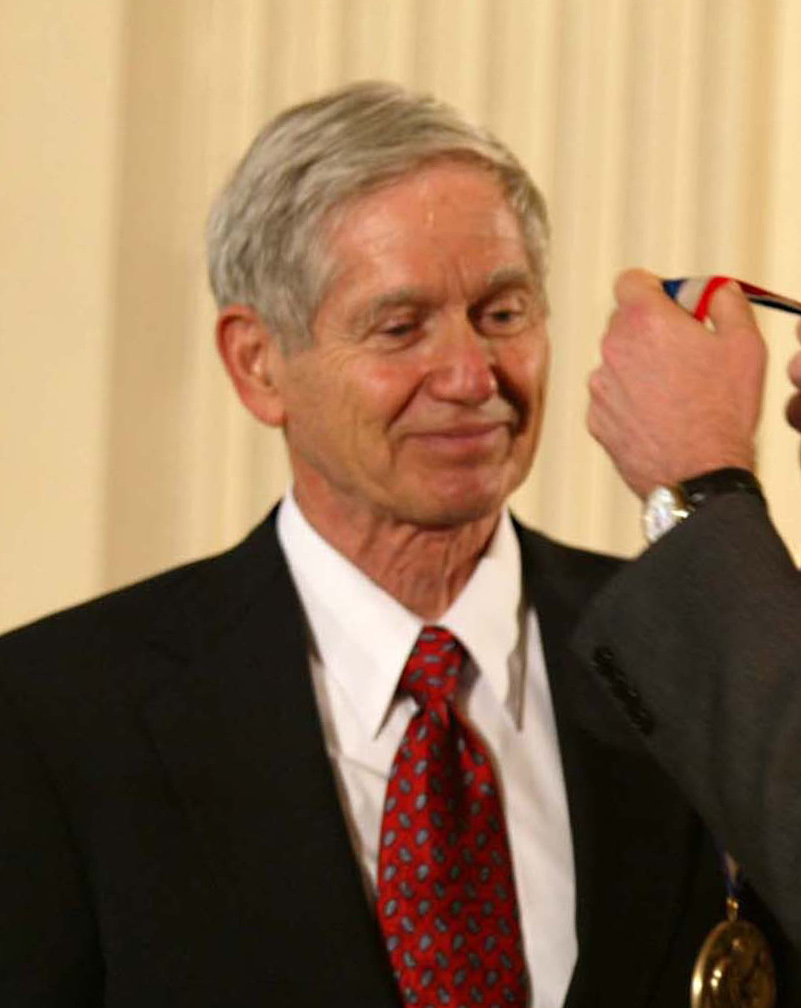

찰스 데이비드 킬링(Charles David Keeling, 1928년 4월 20일 - 2005년 6월 20일)은 마우나 로아 천문대에서 이산화 탄소를 기록하여 온실 효과와 지구 온난화에 대한 인위적 기여 가능성에 대한 스반테 아레니우스의 제안(1896)을 확인한 미국 과학자이다. 꾸준히 증가하는 이산화탄소 수준을 기록한다. 킬링 곡선은 대기 중 온실가스인 이산화탄소의 점진적인 축적을 측정한다.